# Cohorte épidémiologique
Une cohorte épidémiologique est une approche médicale qui permet de suivre dans le temps un certain nombre de personnes et l'évolution de leur état de santé. On distingue les cohortes de malades et les cohortes en population générale.
Une cohorte de malades consiste à suivre dans le temps un groupe de personnes porteuses d'une même maladie. Une cohorte en population générale consiste au suivi longitudinal de personnes choisies indépendamment de leur état de santé. Il s'agit surtout d'étudier les facteurs qui augmentent le risque de développer des maladies. Ces cohortes sont donc plus orientées vers l'étude des facteurs de risque et donc la prévention.
Une cohorte est en théorie la meilleure façon d'étudier le rôle d'agents de l'environnement, au sens large du terme (alimentation, exercice physique, exposition à des agents chimiques, pollution atmosphérique, etc.) vis-à-vis du risque de développer certaines maladies. Par exemple, ce sont des cohortes qui ont permis de connaître ou de confirmer l'influence du tabac ou d'une alimentation riche en matières grasses. Ce dispositif longitudinal permet de mieux contrôler les facteurs susceptibles d’influencer le risque de maladie. On peut ainsi étudier les facteurs qui différencient des personnes qui déclenchent une maladie des autres.

## Avantages
- Calcul du risque relatif
- Calcul incidence cumulée / taux d'incidence
- Capacité à identifier d'autres facteurs de risques
- Estime le risque attribuable
- Possibilité d'extrapoler les résultats à la population générale

## Inconvénients
- Biais de sélection
- Perdus de vues
- Résultats longs à obtenir
- Peu adapté aux pathologies rares (nécessite de très grand échantillons[1])
- Le coût et l'organisation (personnels, locaux, matériels, planification, etc.)

## Liste de cohortes épidémiologiques

### En France
- Étude épidémiologique auprès de femmes de la Mutuelle générale de l'Éducation nationale (E3N)
- Étude épidémiologique auprès des enfants des femmes de la Mutuelle générale de l'Éducation nationale (E4N)
- Constances
- Étude EDEN
- Étude NutriNet-Santé
- Cohorte MARIANNE

### Autres pays
- Étude « CoLaus » (cohorte lausannoise)
- Etude de Dunedin
- Étude de Framingham